# Paležnica Gornja
Paležnica Gornja (en serbe cyrillique : Палежница Горња) est un village de Bosnie-Herzégovine. Il est situé sur le territoire de la ville de Doboj et dans la république serbe de Bosnie. Selon les premiers résultats du recensement bosnien de 2013, il compte 211 habitants.

## Géographie
Le village est situé au bord de la Velika rijeka.

## Démographie

### Évolution historique de la population
| 1948 | 1953 | 1961 | 1971 | 1981 | 1991 | 2013 |
| ---- | ---- | ---- | ---- | ---- | ---- | ---- |
| -    | -    | 494  | -    | -    | 342  | 356  |

|  |